# Władysław Szczepaniak
Władysław Szczepaniak foi um futebolista polonês. Ele competiu na Copa do Mundo FIFA de 1938, sediada na França, na qual a seleção de seu país terminou na 11º colocação dentre os 15 participantes.
Em russo, seu nome era Владислав Щепаняк (Vladislav Shchepanyak).